# Дульсе (певица)
Бе́рта Эли́са Ное́ггерат Ка́рденас (исп. Bertha Elisa Noeggerath Cárdenas; 29 июля 1955, Матаморос, Тамаулипас, Мексика — 25 декабря 2024, Мехико, Мексика), более известная под сценическим псевдонимом Дульсе — мексиканская певица и актриса, начавшая свою карьеру в 1974 году.

## Биография

### Ранние годы
Элиса родилась 29 июля 1955 года в Матаморос. В раннем возрасте она переехала в город Монтеррей, чтобы изучать психологию, там она начала свою музыкальную карьеру с группой «Toby».
С поддержкой певца Хосе Хосе, Элиза начала свой путь в качестве солистки в Мехико.
Она отправилась в Испанию в 1978 году, чтобы принять участие в фестивале на Майорке с песней «Señor amor», с которой она получила награды за «лучшую песню», «лучшую исполнительницу» и самую фотогеничную певицу на фестивале.
С этой же композицией она получает награду за лучшее исполнение на фестивале песни «Yamaha» в Токио.
В 1981 году она участвовала в Болгарском фестивале песни с песней «Певец».
В 2015 году Элиса приняла участие в концертном музыкальном альбоме — «GranDiosas en Vivo», который был записан с Росио Банкельсом, Марией Кончитой Алонсо и Кариной.
Дульсе умерла 25 декабря 2024 года от осложнений рака лёгких в Мехико в возрасте 69 лет.

## Дискография

### Альбомы
- 1976 — «La voz con alma»
- 1977 — «Aquella edad»
- 1978 — «Triunfadora de Mallorca»
- 1979 — «Dulce»
- 1982 — «Heridas[исп.]»
- 1984 — «Tu muñeca»
- 1985 — «Lobo»
- 1987 — «Salvaje»
- 1988 — «Invitación al amor»
- 1988 — «Castillos de cristal»
- 1990 — «Ay, amor…»
- 1993 — «Cosas prohibidas»
- 1993 — «Testigo de una noche»
- 1998 — «Dulce con Chamin Correa»
- 2006 — «Homenaje a Camilo Sesto»
- 2008 — «Las mujeres de Manzanero» (Специальный альбом с другими артистами и Армандо Мансанеро)
- 2015 — «Great Goddesses Live» (совместно с Росио Банкеллс, Кариной и Марией Кончитой Алонсо)
- 2018 — «Great Goddesses Live Vol.2» (совместно с Росио Банкеллсом и Маноэллой Торрес)